# Huancané
Huancané (del aimara Wankani, "que posee la piedra sagrada") es una ciudad peruana capital del distrito y de la  provincia homónimos en el departamento de Puno. Se halla en la ribera norte del lago Titicaca. Según el censo de 2007, tenía 7.332 hab.

## Historia
Creada el 19 de septiembre de 1827, Huancané es una de las provincias más antiguas del Perú y cuenta con una gran cantidad de hazañas, mitos, leyendas, etc.
El territorio de la ciudad de Huancané entre 1717 a 1785 formó parte del obispado de La Paz. Posteriormente, debido a la demarcación de 1782, pasó a formar parte de Puno y desde 1796 formó parte del Virreinato del Perú.
Luego de la independencia, por decreto de 7 de agosto de 1825 dictado por Simón Bolívar, formó oficialmente parte de la República del Perú. Más tarde por decreto del 21 de junio de 1825 se creó el distrito de Huancané. El 19 de setiembre de 1827 Huancané fue declarada provincia. Años más tarde por decreto dictatorial del 2 de mayo de 1854 en el gobierno del Mariscal Ramón Castilla se hizo la actual demarcación territorial con los límites de sus distritos.
Su desarrollo en torno a los uros o urus y a lupacas y collas de etnie aimara, que también habitaron la región circundante al lago. 
Los pobladores de esta provincia antiguamente también han sido conocidos por Matacuras y Walawalas, uno de los indígenas sobresalientes, Mariano Pacco, fue precursor de la liberación de los Mistis e hizo una rebelión.

### Transporte terrestre

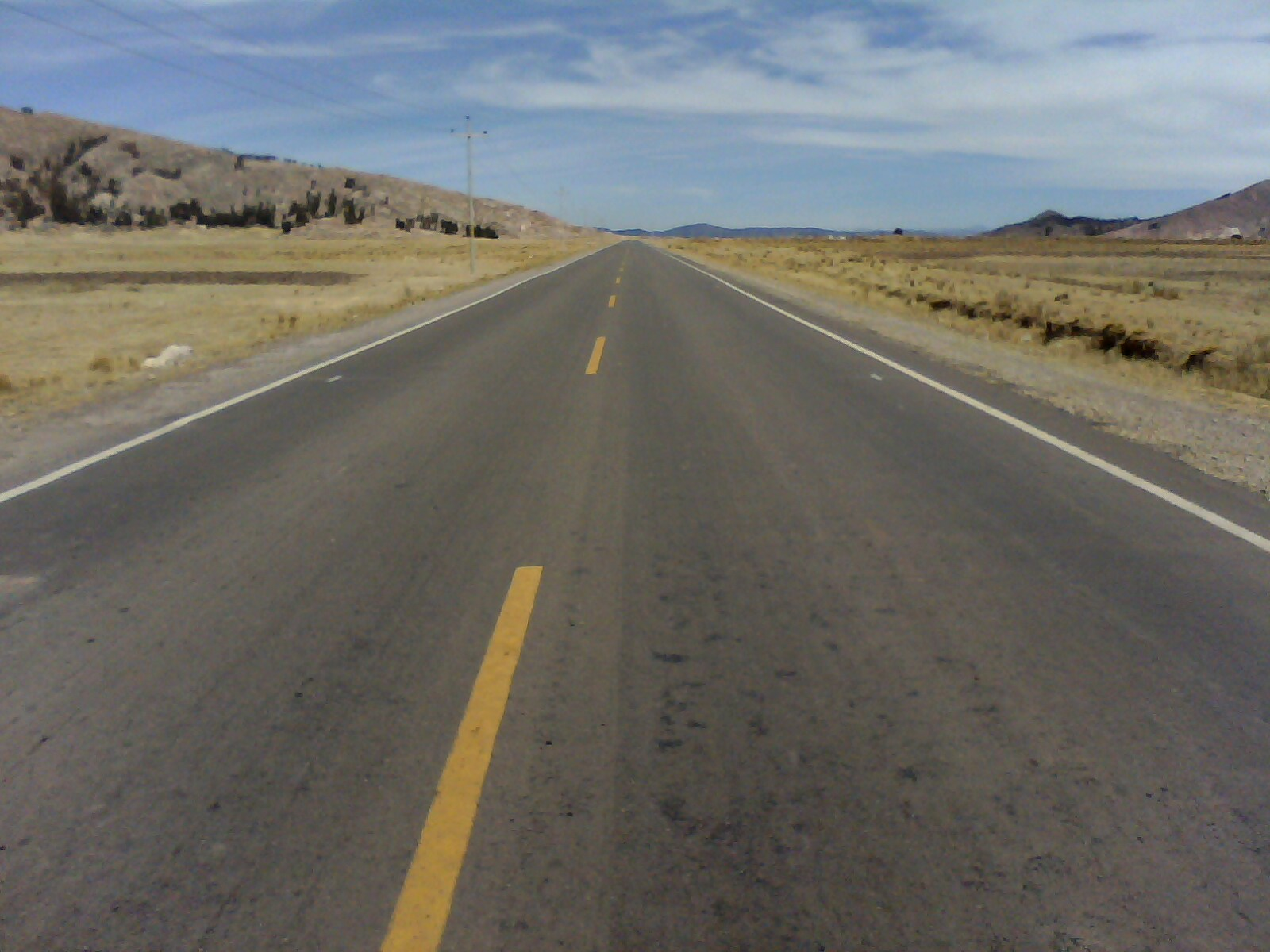
Vìa Huancané - Juliaca

## Lugares de interés

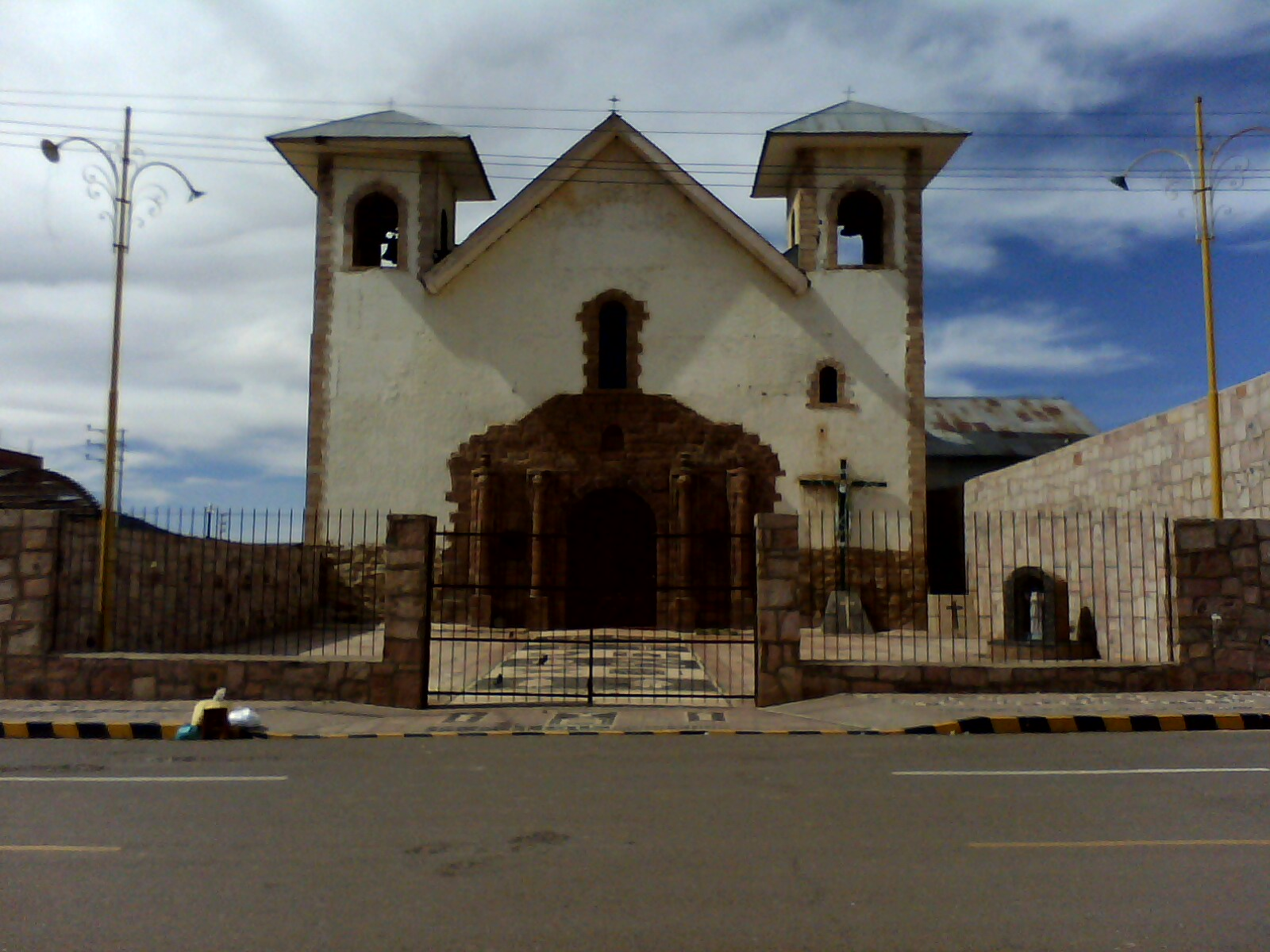
Iglésia San Santiago Apóstol

## Clima
En lo referente al clima, la ciudad de Huancané predomina el frío, siendo éste más intenso en el invierno, principalmente en los meses de mayo, junio y julio, alcanzando valores inferiores a 0 °C
En cuanto a su temperatura media esta es de entre 5 a 10 °C, la temperatura máxima se mantiene uniforme a lo largo del año durante todos los meses con un promedio de 18,0 °C, no de la misma manera la temperatura mínima que tiene como un promedio los -7,5 °C durante el mes de julio.
Generalmente el verano es la estación húmeda, incluye los meses de diciembre a marzo, en los cuales la precipitación media varía entre los valores de 83,9mm a 181.3mm, la mejor temporada es la primavera, comprendida entre septiembre y diciembre, ya que es soleada y con baja humedad.
| Parámetros climáticos promedio de Huancané | Parámetros climáticos promedio de Huancané | Parámetros climáticos promedio de Huancané | Parámetros climáticos promedio de Huancané | Parámetros climáticos promedio de Huancané | Parámetros climáticos promedio de Huancané | Parámetros climáticos promedio de Huancané | Parámetros climáticos promedio de Huancané | Parámetros climáticos promedio de Huancané | Parámetros climáticos promedio de Huancané | Parámetros climáticos promedio de Huancané | Parámetros climáticos promedio de Huancané | Parámetros climáticos promedio de Huancané | Parámetros climáticos promedio de Huancané |
| Mes                                        | Ene.                                       | Feb.                                       | Mar.                                       | Abr.                                       | May.                                       | Jun.                                       | Jul.                                       | Ago.                                       | Sep.                                       | Oct.                                       | Nov.                                       | Dic.                                       | Anual                                      |
| ------------------------------------------ | ------------------------------------------ | ------------------------------------------ | ------------------------------------------ | ------------------------------------------ | ------------------------------------------ | ------------------------------------------ | ------------------------------------------ | ------------------------------------------ | ------------------------------------------ | ------------------------------------------ | ------------------------------------------ | ------------------------------------------ | ------------------------------------------ |
| Temp. máx. media (°C)                      | 15.3                                       | 14.8                                       | 14.7                                       | 15.2                                       | 14.6                                       | 14.2                                       | 14.1                                       | 15.3                                       | 15.8                                       | 16.9                                       | 16.8                                       | 15.6                                       | 15.3                                       |
| Temp. media (°C)                           | 9.8                                        | 9.7                                        | 9.4                                        | 8.9                                        | 7.6                                        | 6.1                                        | 6                                          | 7.1                                        | 8.5                                        | 9.7                                        | 9.9                                        | 9.9                                        | 8.6                                        |
| Temp. mín. media (°C)                      | 4.4                                        | 4.6                                        | 4.1                                        | 2.6                                        | 0.6                                        | -1.9                                       | -2                                         | -1                                         | 1.3                                        | 2.6                                        | 3                                          | 4.2                                        | 1.9                                        |
| Fuente: climate-data.org                   |                                            |                                            |                                            |                                            |                                            |                                            |                                            |                                            |                                            |                                            |                                            |                                            |                                            |

## Arte

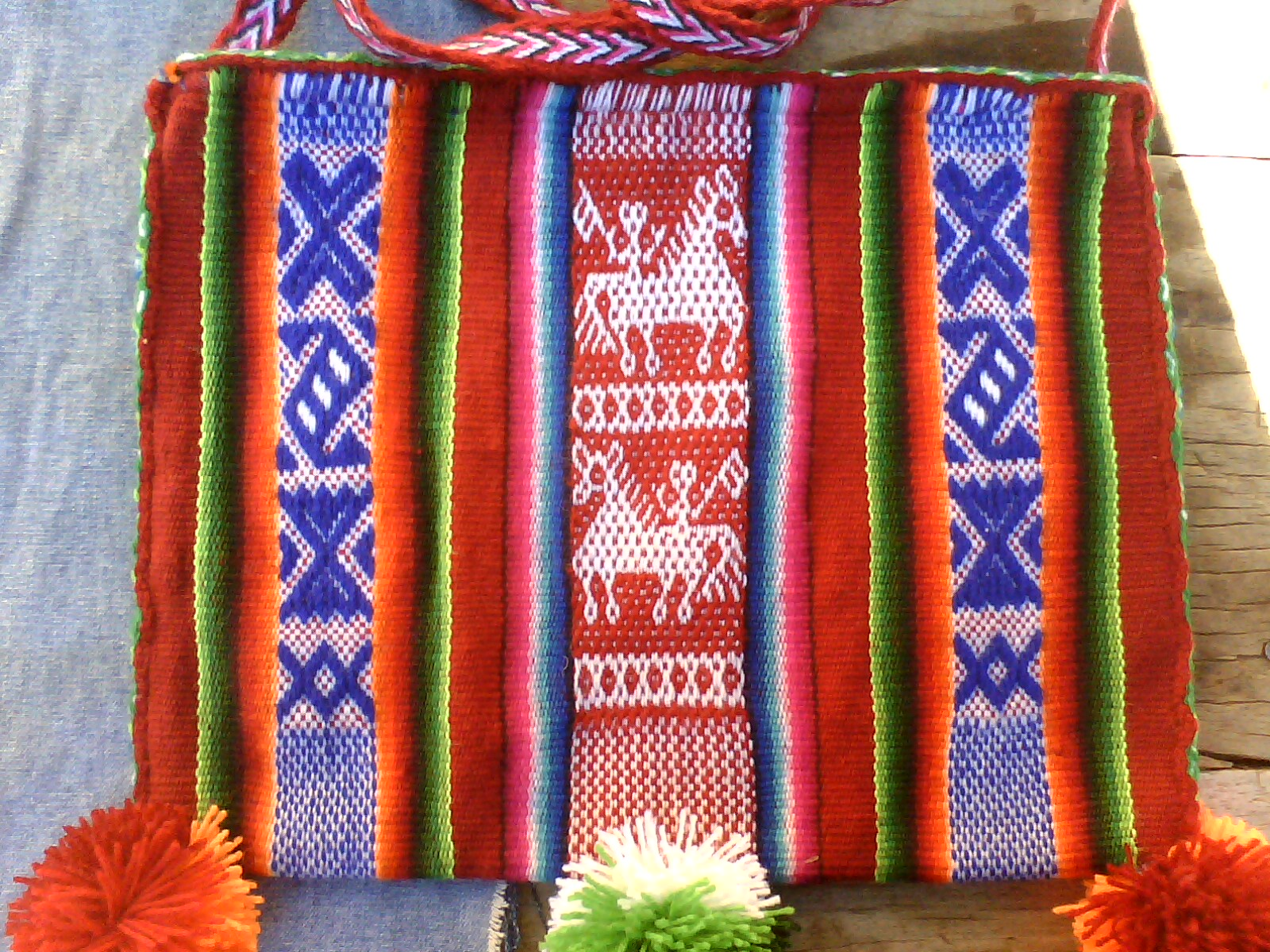
CHUSPA es usado en diversas fiestas tradicionales y originarias de esa región.

### Célebres músicos y grupos huancaneños
- Cuarteto Huancané
- Fermín Aguilar Carpio
- Estudiantina Huancané “Alma Aymara"
- Los Chiriwanos de Huancané
- Alma Huancaneña
- Estudiantina Huancané

### Educación Primaria
- Centro Educativo: Glorioso Centenario Nº 72229 - 842
- Centro Educativo: Glorioso Bolivariano - 841
- Colegio San Santiago Apóstol
- Colegio José Antonio Encinas J.A.E
- Centro Educativo B. Pumacahua

### Educación secundaria
- Colegio "Emblemático Varones"
- Colegio Nacional "César Vallejo"
- Colegio Particular "Los Andes
- Colegio San Juan de La Salle

### Educación superior
- Instituto Superior Tecnológico Público Huancané
- Instituto Superior Pedagógico Público Huancané

## Radiodifusoras en frecuencia modulada
- Radio "Huancané" 100.1 FM
- Radio Nevada 100.9 FM
- Radio Ribereña 90.7 FM
- Radio Studio Uno 106.7 FM
- Radio Red Huancané 104.3 FM